# Avena abyssinica
Avena abyssinica, ook gekend als Ethiopische haver en "Ajja" (in Ethiopië), is een soort in het geslacht Avena (haver) en onderdeel van de familie van de grassen (Poaceae). Deze graansoort wordt al lang geteeld in Ethiopië en is goed aangepast aan de hoogte en andere lokale omstandigheden. Ondanks dat dit een lokale traditionele voedselbron is heeft deze plant potentieel om de voedselzekerheid te verhogen en plattelandsontwikkeling en duurzame grondgebruik te bevorderen op andere plaatsen met vergelijkbare geografische kenmerken.
De plant wordt meestal samen gezaaid met gerst en na de oogst gemengd met andere granen voor de productie van brood (injera), bier (tella) of geroosterde snacks.
Avena abyssinica komt voor in Ethiopië, Eritrea en Jemen.